# Мирабо (Альпы Верхнего Прованса)
Мирабо́ (фр. Mirabeau, окс. Mirabèu) — коммуна во Франции, находится в регионе Прованс — Альпы — Лазурный Берег. Департамент коммуны — Альпы Верхнего Прованса. Входит в состав кантона Западный Динь-ле-Бен. Округ коммуны — Динь-ле-Бен.
Код INSEE коммуны — 04122.

## Население
Население коммуны на 2008 год составляло 461 человек.
| 1962 | 1968 | 1975 | 1982 | 1990 | 1999 | 2008 |
| ---- | ---- | ---- | ---- | ---- | ---- | ---- |
| 144  | 142  | 200  | 262  | 323  | 394  | 461  |

## Экономика

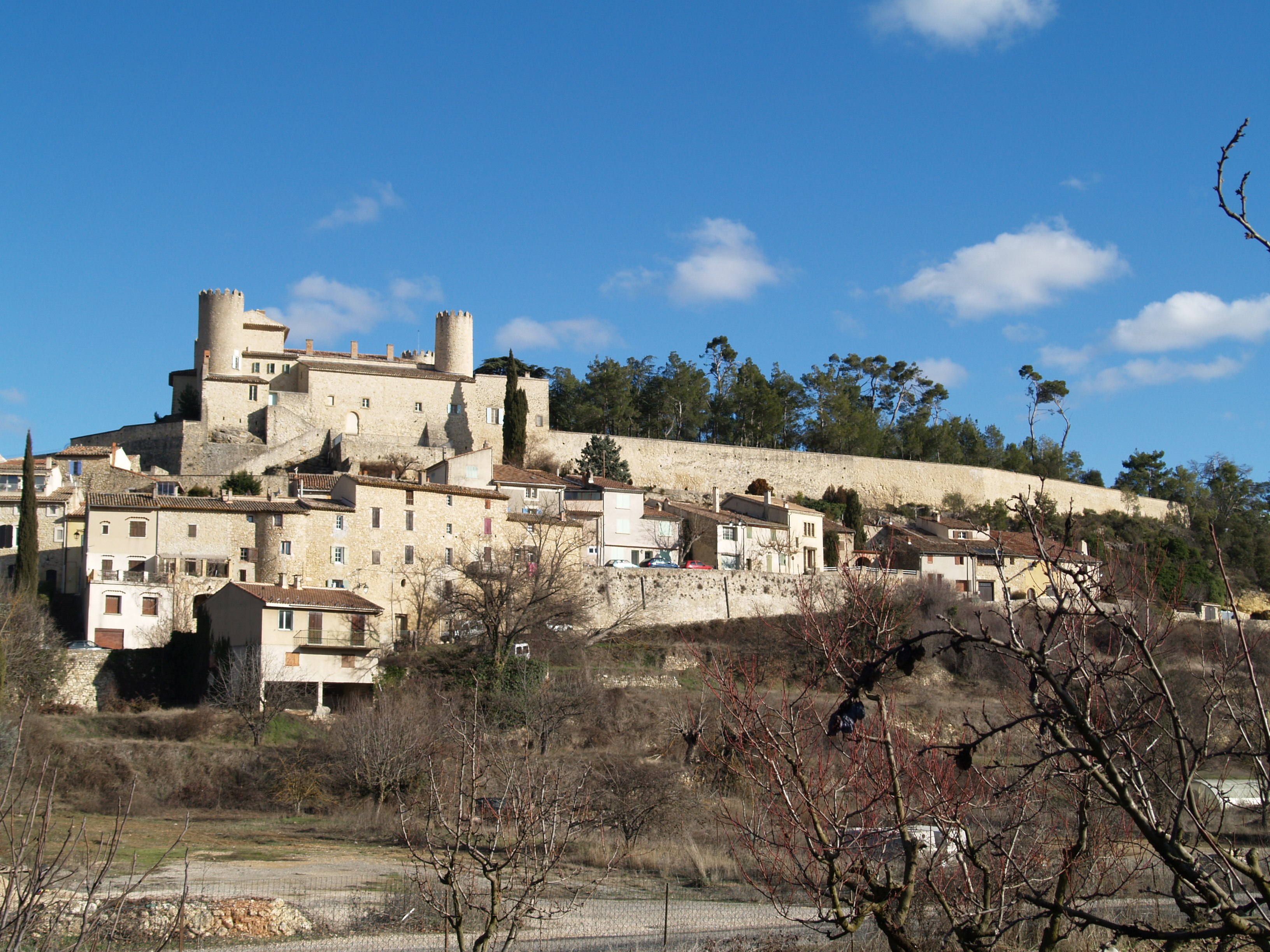
Мирабо

В 2007 году среди 307 человек в трудоспособном возрасте (15—64 лет) 237 были экономически активными, 70 — неактивными (показатель активности — 77,2 %, в 1999 году было 70,9 %). Из 237 активных работали 219 человек (111 мужчин и 108 женщин), безработных было 18 (8 мужчин и 10 женщин). Среди 70 неактивных 20 человек были учениками или студентами, 29 — пенсионерами, 21 были неактивными по другим причинам.

## Достопримечательности
- Замок Мирабо (XVIII век), был наполовину сожжён. Исторический памятник.
- Фонтан (1826 год)
- Часовня Сен-Кристоль (1079 год)
- Руины бывшей приходской церкви Сен-Жан-де-Баррабин (XVI век)
- Часовня Сен-Филип (XVI—XVII века), является местом паломничества 1 мая
- Часовня Нотр-Дам-де-Бон-Секур
- Часовня Сен-Жан
- Церковь Сен-Валентен